# Saint-André-Treize-Voies

Saint-André-Treize-Voies este o comună în departamentul Vendée, Franța. În 2009 avea o populație de 1,293 de locuitori.